# Jaqueline Cristian
Jaqueline Adina Cristian (Boekarest, 5 juni 1998) is een tennisspeelster uit Roemenië. Cristian begon op vijfjarige leeftijd met het spelen van tennis. Haar favoriete ondergrond is gravel. Zij speelt rechtshandig en heeft een tweehandige backhand. Zij is actief in het internationale tennis sinds 2012.

## Loopbaan
Op het ITF-circuit won Cristian tot op heden(juli 2025) veertien enkelspeltitels (laatstelijk in 2023 te Zagreb), alsmede tien dubbelspeltitels, de meest recente in 2020 op het $25k-toernooi van Istanbul met landgenote Elena Gabriela Ruse aan haar zijde.
In 2015 speelde Cristian haar eerste WTA-toernooi op het toernooi van Boekarest, samen met landgenote Elena Gabriela Ruse in het dubbelspel. Met dezelfde partner bereikte zij in 2019 de dubbelspelfinale van het WTA-toernooi van Boekarest.
In februari 2020 speelde Cristian twee partijen voor Roemenië in de Wereldgroep van de Fed Cup.
In maart 2021 bereikte Cristian de kwartfinale van het WTA 500-toernooi van Sint-Petersburg – door de daar gewonnen ranglijstpunten kwam zij binnen in de top 150 van de wereldranglijst. In november haakte zij nipt aan op de top 100. Een week later stond zij voor het eerst in een WTA-enkelspelfinale, op het toernooi van Linz – zij verloor van de Amerikaanse Alison Riske.
In januari 2022 had Cristian haar grandslamdebuut op het Australian Open, waar zij in het enkelspel de tweede ronde bereikte en in het dubbelspel de derde ronde, samen met de Duitse Andrea Petković.
Cristian stond in 2025 weer in een WTA-finale, op het toernooi van Cluj-Napoca, samen met de Italiaanse Angelica Moratelli – zij verloren van het koppel Magali Kempen en Anna Sisková. Door dit resultaat kwam zij binnen op de mondiale top 150 van het dubbelspel. In maart won Cristian haar eerste WTA-enkelspeltitel, op het WTA 125-toernooi van Puerto Vallarta – in de finale versloeg zij de Tsjechische Linda Fruhvirtová. In juni, na het bereiken van de derde ronde op Roland Garros, betrad zij de mondiale top 50 van het enkelspel.

### Tennis in teamverband
In de periode 2020–2024 maakte Cristian deel uit van het Roemeense Fed Cup-team – zij vergaarde daar een winst/verlies-balans van 8–4.

## Posities op deWTA-ranglijst
Positie per einde seizoen:
| jaar | rang enkelspel | rang dubbelspel |
| ---- | -------------- | --------------- |
| 2013 | 1053           | 913             |
| 2014 | 1244           | 1028            |
| 2015 | 827            | 710             |
| 2016 | 363            | 342             |
| 2017 | 254            | 309             |
| 2018 | 284            | 190             |
| 2019 | 205            | 206             |
| 2020 | 167            | 176             |
| 2021 | 71             | 339             |
| 2022 | 148            | 191             |
| 2023 | 98             | 240             |
| 2024 | 73             | 219             |

## Palmares
| Legenda                 |
| ----------------------- |
| Grandslamtoernooi       |
| Olympische Spelen       |
| Year-End Championships  |
| Premier Mandatory       |
| Premier Five / WTA 1000 |
| Premier / WTA 500       |
| International / WTA 250 |
| Challenger / WTA 125    |

### WTA-finaleplaatsen enkelspel
| nr.              | finale     | toernooi            | ondergrond    | tegenstandster    | score         |         |
| ---------------- | ---------- | ------------------- | ------------- | ----------------- | ------------- | ------- |
| gewonnen finales |            |                     |               |                   |               |         |
| 1.               | 2025-03-30 | WTA Puerto Vallarta | hardcourt     | Linda Fruhvirtová | 7-5, 6-4      | details |
| verloren finales |            |                     |               |                   |               |         |
| 1.               | 2021-11-12 | WTA Linz            | hardcourt (i) | Alison Riske      | 6-2, 2-6, 5-7 | details |
| 2.               | 2025-05-24 | WTA Rabat           | gravel        | Maya Joint        | 3-6, 2-6      | details |

### WTA-finaleplaatsen vrouwendubbelspel
| nr.              | finale     | toernooi        | ondergrond    | partner             | tegenstandsters                    | score    |         |
| ---------------- | ---------- | --------------- | ------------- | ------------------- | ---------------------------------- | -------- | ------- |
| gewonnen finales |            |                 |               |                     |                                    |          |         |
| geen             |            |                 |               |                     |                                    |          |         |
| verloren finales |            |                 |               |                     |                                    |          |         |
| 1.               | 2019-07-21 | WTA Boekarest   | gravel        | Elena Gabriela Ruse | Viktória Kužmová Kristýna Plíšková | 4-6, 6-7 | details |
| 2.               | 2025-02-09 | WTA Cluj-Napoca | hardcourt (i) | Angelica Moratelli  | Magali Kempen Anna Sisková         | 3-6, 1-6 | details |

## Resultaten grandslamtoernooien
| Legenda | Legenda                          |
| ------- | -------------------------------- |
| g.t.    | geen toernooi gehouden           |
| l.c.    | lagere categorie                 |
| –       | niet deelgenomen                 |
| G       | uitgeschakeld in de groepsfase   |
| 1R      | uitgeschakeld in de eerste ronde |
| 2R      | uitgeschakeld in de tweede ronde |
| 3R      | uitgeschakeld in de derde ronde  |
| 4R      | uitgeschakeld in de vierde ronde |
| KF      | uitgeschakeld in de kwartfinale  |
| HF      | uitgeschakeld in de halve finale |
| F       | de finale verloren               |
| W       | het toernooi gewonnen            |
| w-v     | winst/verlies-balans             |

### Enkelspel
| toernooi        | 2022 | 2023 | 2024 | 2025 |
| --------------- | ---- | ---- | ---- | ---- |
| Australian Open | 2R   | 1R   | 1R   | 3R   |
| Roland Garros   | –    | –    | 1R   | 3R   |
| Wimbledon       | –    | 2R   | 1R   | 1R   |
| US Open         | 1R   | –    | 1R   |      |

### Vrouwendubbelspel
| toernooi        | 2022 | 2023 | 2024 | 2025 |
| --------------- | ---- | ---- | ---- | ---- |
| Australian Open | 3R   | 1R   | –    | 2R   |
| Roland Garros   | –    | –    | 1R   | 1R   |
| Wimbledon       | –    | 2R   | 1R   | 1R   |
| US Open         | –    | –    | 3R   |      |